# Roman De Angelis
Roman De Angelis (Windsor, 15 febbraio 2001) è un pilota automobilistico canadese, vincitore nella classe GTD del Campionato IMSA WeatherTech SportsCar 2022, attualmente pilota della Aston Martin.

## Carriera
Da Angelis ha iniziato a correre in kart da giovanissimo vincendo a tredici anni il Canadian National Karting Championship. A 16 anni è passato a correre con la Porsche 911 GT3, diventando il più giovane campione nella IMSA GT3 Cup Challenge Canada nella classe oro.
Il suo secondo successo è arrivato nel 2019 dove ha vinto sia la IMSA GT3 Cup Challenge Canada e quella statunitense nella classe regina. Nello stesso anno ha esordito nel Campionato IMSA WeatherTech SportsCar guidano l'Audi R8 LMS Evo.

### Pilota Aston Martin
Già nel 2020 è entrato nella orbita tra i pilota della Aston Martin. Con l'Aston Martin Vantage AMR GT3 del team Heart of Racing prese parte al Campionato IMSA WeatherTech SportsCar 2021 arrivando terzo in classe GTD. L'anno seguente ottenne due vittorie e vinse nella classe GTD. 
Nel 2023 ottenne la vittoria di classe nella 24 Ore di Daytona insieme a Marco Sørensen, Darren Turner e Ian James. Nei due anni successivi rimase nella serie americana ottenendo altre due vittorie. Nel 2024 De Angelis ha esordito nella 24 Ore di Le Mans 2024 correndo nella classe LMP2. 
Per la stagione 2025 sale nella classe Hypercar, guidando la nuova Aston Martin Valkyrie AMR-LMH nel WEC insieme a Alex Riberas e Marco Sørensen.

## Risultati

### Risultati IMSA
| Anno | Team                          | Classe  | Vettura                          | Motore                      | 1      | 2      | 3      | 4      | 5      | 6     | 7     | 8      | 9      | 10    | 11    | 12    | Punti | Pos. |
| ---- | ----------------------------- | ------- | -------------------------------- | --------------------------- | ------ | ------ | ------ | ------ | ------ | ----- | ----- | ------ | ------ | ----- | ----- | ----- | ----- | ---- |
| 2019 | Audi Sport Team WRT Speedstar | GTD     | Audi R8 LMS Evo                  | Audi 5.2 L V10              | DAY 3  | SEB    | MDO    | DET    | WGL    | MOS   | LIM   | ELK    | VIR    | LGA   | PET   |       | 30    | 47º  |
| 2020 | Heart of Racing               | GTD     | Aston Martin Vantage AMR GT3     | Aston Martin 4.0 L Turbo V8 | DAY 18 | DAY    | SEB    | ELK DS | VIR 8  | ATL 6 | MDO 4 | CLT 3  | PET 11 | LGA 4 | SEB 2 |       | 199   | 15º  |
| 2021 | Heart of Racing               | GTD     | Aston Martin Vantage AMR GT3     | Aston Martin 4.0 L Turbo V8 | DAY 5  | SEB 3  | MDO 4  | DET 1  | WGL 3  | WGL 3 | LIM 1 | ELK 4  | LGA 5  | LBH 6 | VIR 5 | PET 1 | 3111  | 3º   |
| 2022 | Heart of Racing               | GTD     | Aston Martin Vantage AMR GT3     | Aston Martin 4.0 L Turbo V8 | DAY 9  | SEB 15 | LBH 12 | LGA 7  | MDO 8  | DET 2 | WGL 1 | MOS 1  | LIM 2  | ELK 6 | VIR 2 | PET 7 | 2898  | 1º   |
| 2023 | Heart of Racing               | GTD     | Aston Martin Vantage AMR GT3     | Aston Martin 4.0 L Turbo V8 | DAY 1  | SEB 15 | LBH 2  | MON 8  | WGL 6  | MOS 4 | LIM 1 | ELK 7  | VIR 12 | IMS 4 | PET 5 |       | 3221  | 2º   |
| 2024 | Heart of Racing               | GTD     | Aston Martin Vantage AMR GT3 Evo | Aston Martin 4.0 L Turbo V8 | DAY 11 | SEB 4  | LBH 14 | LGA 6  | WGL 16 | MOS 1 | ELK 9 | VIR 14 |        |       |       |       | 1874  | 18º  |
| 2024 | Heart of Racing               | GTD Pro | Aston Martin Vantage AMR GT3 Evo | Aston Martin 4.0 L Turbo V8 |        |        |        |        |        |       |       |        | IMS 6  | PET 3 |       |       | 604   | 27º  |

### Risultati nel WEC
| Anno    | Squadra                | Classe   | Vettura               | QAT | IMO | SPA | LMS | SÃO | COA | FUJ | BHR | Punti | Pos. |
| ------- | ---------------------- | -------- | --------------------- | --- | --- | --- | --- | --- | --- | --- | --- | ----- | ---- |
| 2025    | Aston Martin THOR Team | Hypercar | Aston Martin Valkyrie | 17  |     |     | 11  |     |     |     |     | 0*    |      |
| Legenda |                        |          |                       |     |     |     |     |     |     |     |     |       |      |

* Stagione in corso.

### Risultati 24 Ore di Le Mans
| Anno | Team                   | Co-Piloti                     | Auto                          | Classe   | Giri | Pos. | Classe Pos. |
| ---- | ---------------------- | ----------------------------- | ----------------------------- | -------- | ---- | ---- | ----------- |
| 2024 | Algarve Pro Racing     | Olli Caldwell Matthias Kaiser | Oreca 07-Gibson               | LMP2     | 294  | 22º  | 8º          |
| 2025 | Aston Martin THOR Team | Alex Riberas Marco Sørensen   | Aston Martin Valkyrie AMR-LMH | Hypercar | 383  | 12º  | 12º         |